# Sérgio Werneck
Sérgio Werneck (Belo Horizonte, 15 de julho de 1938) é um empresário, engenheiro e político brasileiro. Exerceu o mandato de deputado federal constituinte em 1988. Filho de Samuel Eiras Furquim Werneck e Celuta Ladeira Furquim Werneck, teve um único cargo eletivo - neste em que auxiliou a redigir a Constituição - de 1987 a 1991, como representante do estado de Minas Gerais sob a candidatura do Partido do Movimento Democrático Brasileiro (PMDB).

## Vida pessoal
Concluiu os últimos anos do ensino básico no Colégio Estadual de Minas Gerais em 1956 e, um ano depois, iniciou os estudos na Universidade Federal de Minas Gerais (UFMG), no curso que o certificaria cinco anos mais tarde como engenheiro civil. Em 1962, exerceu a profissão como funcionário da Prefeitura de Belo Horizonte e no ano seguinte, ingressou, novamente, na mesma Universidade. Dessa vez, para se formar economista, fato concluído três anos mais tarde.
Na família teve referências de pessoas comprometidas com a esfera e as discussões políticas. Seu tio, Renato Azeredo, foi eleito duas vezes deputado estadual em Minas Gerais, de 1955 à 1960 e de 1962 à 1963. Cumpriu as obrigações de subchefe da Casa Civil da Presidência da República, de 1960 à 1962, durante o mandato de Juscelino Kubitschek e se elegeu deputado federal de 1963 a 1983. Além dele, o primo, Eduardo Azeredo, também desenvolveu uma trajetória como político. Foi vice-prefeito de Belo Horizonte entre os anos de 1989 e 1990. Nas eleições seguintes, em 1990, conquistou o posto de prefeito da mesma cidade, e se manteve nele até 1992. Por fim, governou Minas Gerais de 1995 à 1998.

## Carreira Política
Ao ano de 1973, ocupou a superintendência do Centro Industrial de Contagem (MG) e, no início da década seguinte, desempenhou a função de secretário-adjunto de Obras de Belo Horizonte. Permanecendo neste último cargo até 1983, quando encabeçou a diretoria da Companhia de Transportes Urbanos da Região Metropolitana de Belo Horizonte (Metrobel), e se manteve nele até 1986. Assumindo a posição de conselheiro estadual de Transportes de Minas Gerais e membro do Conselho Estadual de Trânsito de Minas Gerais em 1985.
Candidato ao cargo deputado federal constituinte em 1986, pelo PMDB, foi eleito e cumpriu seu mandato até 1991. Nesta circunstância, pode participar das decisões da Assembleia Constituinte, operando como membro suplente da Subcomissão da Questão Urbana e Transporte, da Comissão da Ordem Econômica.
O partido ao qual Werneck era filiado quando se elegeu em 1987 foi o primeiro a se mobilizar formalmente pela convocação de uma Assembleia Nacional Constituinte após a instauração da ditadura. Em 1971, os representantes mais progressistas do MDB elaboraram a Carta de Recife e se afirmaram como único partido de oposição ao regime militar. A partir disso, o MDB se engajou primordialmente na promoção de uma campanha nacional pela convocação da Constituinte, abrindo espaço para uma discussão generalizada nos setores mais mobilizados da sociedade brasileira, e expandindo a temática para os novos partidos criados a partir de 1979, com o fim do bipartidarismo.

## Posicionamento
Nos diários da Assembleia Nacional Constituinte, divulgados no site da câmara, são encontrados poucos discursos de Sérgio Werneck. No entanto, a partir da investigação de alguns deles, é possível entender algumas opiniões do candidato. Tais como: o discurso que proferiu na Assembleia do dia 14 de agosto de 1987 sobre a relevância da atuação do Estado no desempenho da Economia e quando no dia 9 de dezembro de 1987 exaltou o valor tecnológico da criação do Instituto de Pesquisas Espaciais.
No primeiro deles, o deputado elabora uma ponderação da atividade estatal e a urgência de repensá-la e reconstruí-la, que tem como objetivo apresentar um ângulo considerado por ele diferente dos apresentados pelos outros candidatos sobre a necessidade de desenvolvimento econômico e social esperado pela população brasileira, que anseia por um momento de prosperidade e pelo fim da miséria.
E no segundo, ele comenta sobre o símbolo de progresso que o Instituto representaria para o país, estabelecendo, até mesmo, uma relação de intertextualidade com a cobertura do episódio do primeiro homem a pisar na Lua: "O progresso humano acontece em pequenos passos. O resultado final é que surge para a opinião pública e a história como um passo de gigante. A inauguração do Laboratório de Integração e Testes - LIT - é, no entanto, um grande passo para o desenvolvimento do programa espacial brasileiro."
A respeito dos principais temas votados na Constituinte se mostrou favorável à/ao:
- Pena de morte;
- Proteção do trabalhador para que não fosse despedido sem justa causa;
- Pluralidade Sindical;
- Presidencialismo;
- Turno de seis horas ininterruptas;
- Anistia às dívidas do Cruzado;[5]
- Cumprimento de cinco anos de mandato para o presidente José Sarney.

Ao passo que se posicionou contrariamente à/ao:
- Limitação do direito de propriedade privada;
- Mandado de segurança coletivo;
- Legalização do aborto;
- Aumento de remuneração em 50% para horas extras de trabalho;
- Jornada 40 horas por semana;
- Aviso prévio ajustado ao tempo de trabalho;
- Soberania popular;
- Nacionalização do subsolo;
- Restrição para os juros reais de 12% ao ano;
- Proibição do comércio de sangue;
- Limitação dos encargos para a dívida externa;
- Criação de uma reserva de apoio à reforma agrária;
- Legalização do jogo do bicho;
- Reajuste de 100% do Salário Mínimo.

Diante do caráter cidadão sobre o qual foi desenvolvida a Constituição de 1988, a fim de reelaborar um novo Brasil após os anos do regime militar, alguns dos posicionamentos de Werneck conflitam diretamente com essa ideia. Como, por exemplo, a votação contrária à soberania popular, a qual defendia o sufrágio universal e voto secreto. No livro, elaborado pelo Departamento Intersindical de Assessoria Parlamentar (DIAP), Quem foi Quem na Constituinte, Sérgio Werneck foi classificado como um dos piores deputados, contra as questões dos trabalhadores. Em uma escala de zero à dez, recebeu uma nota entre 0,22 e 2,25, dividindo a baixa classificação com colegas como Alysson Pauünelli (MG), Ricardo Fiúza (PE), Rubem Medina (RJ) do PFL, e Ruberval Pilotto do PDS-PI.